# Бертьєрин
Бертьєрин — мінерал, гідроксилалюмосилікат заліза та магнію з групи септехлоритів. Названий на честь французького геолога П'єра Бертьє, який його й відкрив.

## Загальний опис
Хімічна формула: (Fe2+, Fe3+, Mg)2-3 (Si, Al)2O5(OH)4. Сингонія моноклінна. Будова шарувата. Складає пласт залізної руди у Аянжі (деп. Мозель), зустрічається в рудах Шампані, Бургундії, Лотарингії (Франція). Залізна руда.